# UTC Mocs

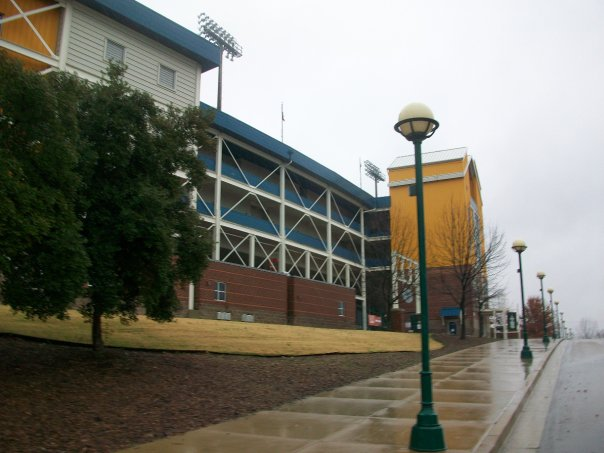
Finley Stadium.

Chattanooga Mocs (español: Mocasines de Chattanooga) es el equipo deportivo de la Universidad de Tennessee en Chattanooga, situada en Chattanooga, Tennessee. Los equipos de los Mocs participan en las competiciones universitarias organizadas por la NCAA, y forman parte de la Southern Conference.

## Apodo
Los equipos deportivos de la universidad eran llamados 'Moccasins hasta 1996. La mascota tomó diferentes formas a lo largo del tiempo. En los años 20 era una serpiente negra (una mocasín de agua, un tipo de serpiente), para pasar más tarde a convertirse en un mocasín, un tipo de calzado, que se mantuvo hasta principios de los años 70. Desde ese momento hasta 1996 tomó el relevo el Chief Moccanooga, un exagerado jefe Cherokee. Pero en ese año, debido a la controversia de la utilización de apodos o mascotas que tuvieran que ver con las tribus indias, se decidió por cambiar el nick por el de Mocs y reemplazar la mascota por Scrappy, un cenzontle (mockingbird, en inglés) de aspecto antropomórfico.

## Programa deportivo
Los Mocs participan en las siguientes modalidades deportivas:
| - Masculino - Baloncesto - Cross - Fútbol americano - Golf - Tenis - Lucha libre | - Femenino - Atletismo - Atletismo cubierta - Baloncesto - Cross - Fútbol - Golf - Tenis - Sóftbol - Voleibol - Voleibol de playa |

## Baloncesto
El equipo de baloncesto ha llegado en 9 ocasiones al Torneo de la NCAA, la última vez en 2005. su mejor clasificación la obtuvo en 1997, llegando a octavos de final. Han ganado además en 8 ocasiones el torneo de la Southern Conference.
4 jugadores de los Mocs han llegado a la NBA, destacando entre ellos Gerald Wilkins. Otro exjugador de baloncesto de Mocs es Terrell Owens, quien también jugó al fútbol americano en Chattanooga y pasó a una carrera en la NFL que le valió la inducción al Salón de la Fama del Fútbol Americano Profesional.